# Mosaico de Aydıncık

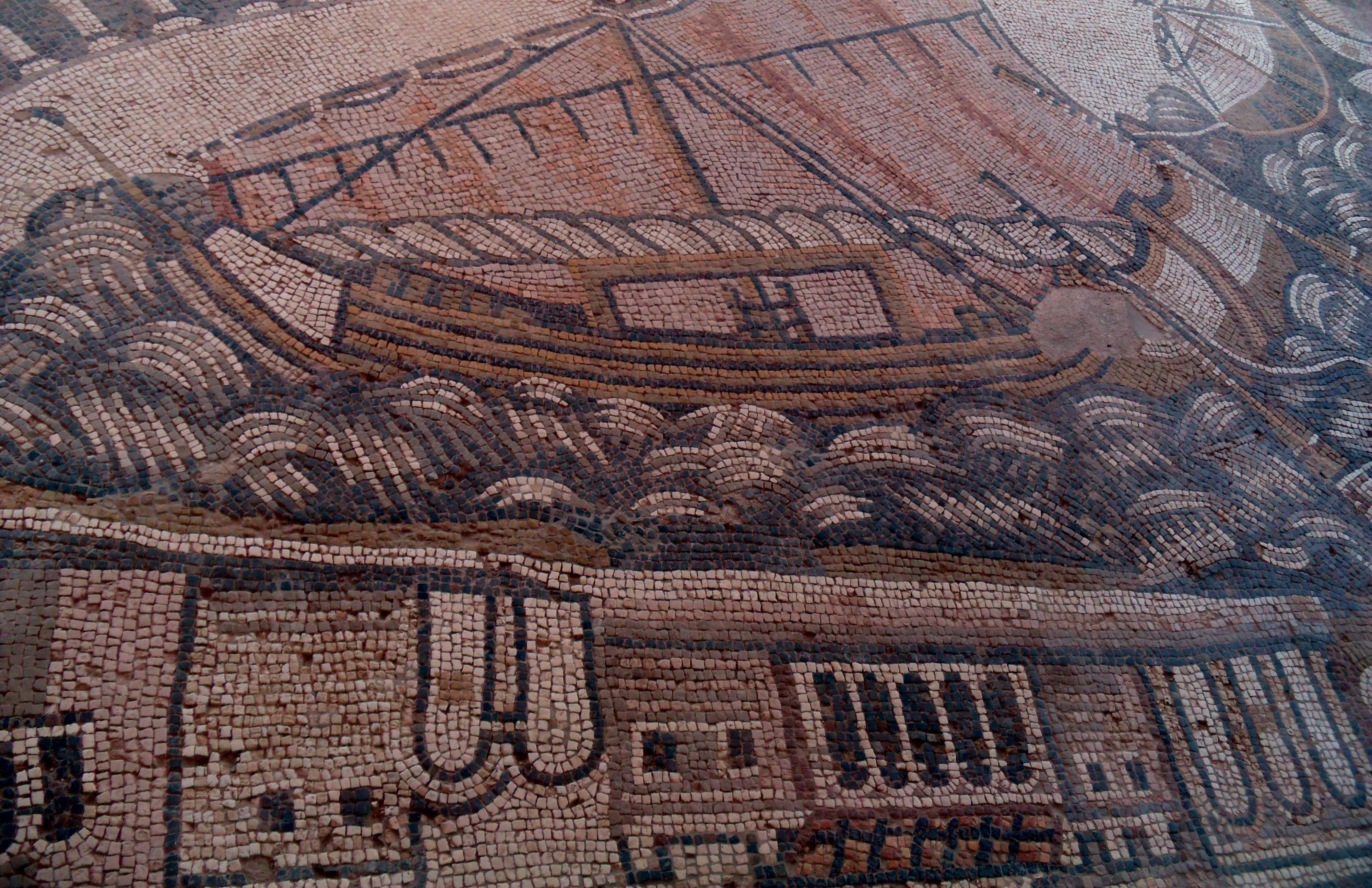
Detalle del mosaico de Kelenderis o Aydıncık.

El mosaico de Aydıncık (también llamado mosaico de Kelenderis o mosaico de Celenderis) es un mosaico pavimental medieval de la localidad de Aydıncık en Turquía. 

## Geografía
El mosaico se encuentra en la localidad de Aydıncık, ilçe (distrito) de la provincia de Mersin a 36°08′36″N 33°19′24″E / 36.14333, 33.32333. Está ligeramente al oeste del antiguo puerto en un lugar conocido localmente como Hanyıkığı y a unos 160 kilómetros de Mersin. Hoy, una pequeña ciudad, Aydıncık fue un importante puerto llamado Kelenderis (en griego, Κελένδερις) en la antigüedad, con contacto marítimo directo con Chipre.

## Mosaico
El mosaico fue descubierto en 1992 por el profesor Levent Zoroğlu de la Universidad de Selçuk y su equipo cuando se excavaban las ruinas circundantes.
Tiene una dimensión de 12 m X 3,2 m. Representa un puerto medieval, dos barcos y una panorámica de la ciudad tal como era en el siglo V o VI, según lo ha estimado el profesor Zoroğlu, es decir en el período bizantino primitivo. Pueden observarse edificios como el castillo, la casa de baños o la taberna, decorado con figuras geométricas, aunque no hay representación de figuras humanas, animales o vegetales. El mosaico podría ser una especie de mapa urbano para los navegantes que desembarcaran en la ciudad.